# Arthrosaura hoogmoedi
Arthrosaura hoogmoedi là một loài thằn lằn trong họ Gymnophthalmidae. Loài này được Kok mô tả khoa học đầu tiên năm 2008.